# Costignophos
Costignophos là một chi bướm đêm thuộc họ Geometridae.

## Các loài tiêu biểu
- Costignophos avilarius
- Costignophos crenulata
- Costignophos italohelveticus
- Costignophos pullata